# Dziadowski Kopiniak
Dziadowski Kopiniak (słow. Veža nad Ohniskom) – rozłożysta turnia znajdująca się w masywie Kościołów w słowackich Tatrach Wysokich. Leży w Zimnowodzkiej Grani, którą Pośrednia Grań wysyła na południowy wschód. Jest położona w południowo-wschodniej grani Małego Kościoła. Od strony północno-zachodniej graniczy z Dziadowską Turniczką, od której oddziela go Dziadowska Szczerbina. Z kolei z drugiej strony turnia sąsiaduje z Dziadowską Skałą, oddzieloną Dziadowską Przełęczą. Ta ostatnia składa się z trzech siodeł rozdzielonych dwoma Dziadowskimi Kopkami. Najbliższe Dziadowskiemu Kopiniakowi siodło to Zadnia Dziadowska Przełęcz, odgraniczająca go od Zadniej Dziadowskiej Kopki.
Na wierzchołek Dziadowskiej Turniczki nie prowadzą żadne szlaki turystyczne. Najprostsza droga dla taterników wiedzie na szczyt od strony Dziadowskiej Szczerbiny.
Polska nazwa Dziadowskiego Kopiniaka i innych sąsiednich obiektów jest wynikiem nieporozumienia przy tłumaczeniu – słowackie słowo kostolník, występujące w nazwach większości z tych obiektów, oznacza osobę opiekującą się kościołem i nie ma wydźwięku pejoratywnego. Słowacka nazwa Dziadowskiego Kopiniaka pochodzi od starej słowackiej nazwy pobliskiej Łomnickiej Koleby (Ohnisko). W dawniejszej literaturze słowackiej Dziadowska Turniczka i Dziadowski Kopiniak traktowane były jako jeden obiekt.